# Вер, Обри де, 10-й граф Оксфорд
Обри де Вер (англ. Aubrey de Vere; около 1339/40 — 23 апреля 1400) — английский аристократ, 10-й граф Оксфорд. Находился в свите Чёрного Принца, впоследствии был одним из приближённых его сына, короля Ричарда II. Получил графский титул после смерти племянника. Безуспешно добивался должности лорда великого камергера, которую традиционно занимали члены его семьи.

## Биография
Обри де Вер принадлежал к знатному английскому роду, представители которого носили титул графа Оксфорда с 1141 года и занимали придворную должность лорда великого камергера с 1133 года. Обри был третьим сыном Джона де Вера, 7-го графа Оксфорда, и его жены Мод Бэдлсмир (сестры и одной из четырёх наследниц Жиля, 2-го барона Бэдлсмира). Он родился примерно в 1338, 1339 или 1340 году. В 1360 году де Вер был назначен управляющим королевского леса Хаверинг в Эссексе, в 1367 году стал постоянным членом свиты Чёрного Принца с ежегодным содержанием в сто марок. Благодаря покровительству принца он был посвящен в рыцари, назначен в 1375 году констеблем Уоллингфордского замка, получил поместья Уоллингфорд и Сен-Валери (в 1378 году де Вер отказался от Уоллингфорда ради замка Хэдли). Эдуард III использовал сэра Обри в качестве посла, пытаясь заключить почётный мир с Францией в 1377 году.
При следующем короле, Ричарде II, произошло возвышение Роберта де Вера, 9-го графа Оксфорд. Благодаря этому и сэр Обри, родной дядя Роберта, мог рассчитывать на дальнейшее продвижение по службе. В 1380 году он получил пенсию в размере шестидесяти фунтов в год, в 1381 году — земли сеньора д’Альбре в Аквитании. В начале 1382 года де Вер уже занимал должность камергера королевского двора и заседал в Тайном совете; именно ему вместе с графом Кембриджским и Хью де Сегрейвом было поручено вести переговоры с послами короля Венцеля. В октябре 1383 года сэр Обри был назначен главным комиссаром для заключения перемирия с Францией, а два года спустя принял участие в шотландской кампании. Однако в 1388 году Безжалостный парламент, оппозиционный королю, осудил Роберта де Вера как предателя, конфисковал его титул и владения. Обри в числе других приближённых Ричарда II пришлось оставить двор.
После смерти Роберта в изгнании (1392 год) король с согласия нового парламента, собравшегося в январе 1393 года, восстановил титул графа Оксфорда. 10-м графом стал сэр Обри, тут же занявший своё место в палате лордов и вскоре получивший семейные владения. Он добивался и должности лорда великого камергера, но король назначил на этот пост своего единоутробного брата Джона Холланда, графа Хантингдона. Возможно, впоследствии Оксфорд женил своего старшего сына на дочери Хантингдона, чтобы таким образом увеличить шансы на возвращение должности его семье. После падения Ричарда II в 1399 году Холланд оказался в опале и потерял должность камергера. Новый король, Генрих IV, тем не менее отказался вернуть этот пост Оксфорду, так как хотел сделать камергером своего единокровного брата Джона Бофорта. По данным некоторых источников, сэр Обри дал приют Холланду, когда тот скрывался после неудачного восстания (в январе 1400 года). Тем не менее граф Джон был арестован и казнён, а 23 апреля того же года умер и де Вер.

## Семья
Примерно в 1380 году сэр Обри женился на Элис Фицуолтер, дочери Джона, 7-го барона Фицуолтер, и Алиеноры Перси. В этом браке родились двое сыновей и дочь. Старший сын, Ричард, стал 11-м графом Оксфорд; второй, Джон, умер неженатым, а дочь, Элис, вышла замуж за сэра Джона Фицльюиса.